# William Marsden (médecin)
Ne doit pas être confondu avec William Marsden (orientaliste).
William Marsden, né à Sheffield en 1796 et mort en 1867, est un chirurgien britannique. Il est le fondateur de deux hôpitaux londoniens, le Royal Free Hospital en 1828 et le Royal Marsden Hospital en 1851.

## Biographie
À l'issue de sa scolarité à Sheffield, il entre en apprentissage auprès d'un pharmacien de la ville. En 1816, il déménage à Londres, où il entre en apprentissage auprès d'un chirurgien-apothicaire, avant de s'installer à son compte. En 1824, il s'inscrit comme étudiant en chirurgie à l'hôpital St Bartholomew, auprès du chirurgien John Abernethy et se forme en anatomie auprès de Joshua Brookes, à Blenheim Street. En avril 1827, il est qualifié comme chirurgien et enregistré comme membre du Royal College of Surgeons, ce qui lui permet d'exercer ce métier. Il obtient le titre de « MD » en 1838. 
Alors qu'il découvre les difficultés des personnes les plus démunies à obtenir des soins médicaux, il s'investit dans la fondation d'un hôpital gratuit à Londres, pour ceux dont « la pauvreté et la maladie sont les seuls passeports ». En 1828, il ouvre un dispensaire au 16 Greville Street, Hatton Garden, Holborn, qui prend le nom de London General Institution for the Gratuitous Cure of Malignant Diseases. Cette structure obtient une charte royale de la reine Victoria et devient officiellement un hôpital en 1837, sous le nom  le Royal Free Hospital, s'établit alors Gray's Inn Road, dans les années 1840. 
En 1851, il fonde un autre établissement pour les patients atteints de cancer, à Cannon Row, dans le quartier de Westminster. Celui-ci devient le Royal Marsden Hospital, sur Fulham Road.
Marsden épouse Ann Bishop en 1820. Ils ont quatre enfants, trois fils et une fille, mais seul l'un d'eux, Alexander Edwin Marsden, a vécu jusqu'à l'âge adulte, devenant chirurgien à son tour (1832-1902). Betsy Ann Bishop meurt d'un cancer en 1846, et Marsden épouse en secondes noces Elizabeth Abbott.